# Tour de Voivodina
El Tour de Voivodina (oficialment Tour of Vojvodina) eren dues curses ciclistes d'un sol dia que es disputaven a la regió de Voivodina, a Sèrbia. La primera edició, d'una sola cursa, es va córrer el 2006 ja formant part del calendari de l'UCI Europa Tour. Després d'un any de pausa es va tornar a recuperar el 2008, ja dividida amb dues curses independents. Amb algunes interrupcions va durar fins al 2012.

## Palmarès

### Tour de Voivodina I
| Any  | Vencedor       | Segon            | Tercer         |
| ---- | -------------- | ---------------- | -------------- |
| 2006 | Jure Kocjan    | Zoltán Remák     | István Cziráki |
| 2008 | Robert Vrečer  | Ivailo Gabrovski | Kristjan Fajt  |
| 2009 | Matej Marin    | Ilya Syrtsev     | Martin Grashev |
| 2011 | Gregor Gazvoda | Ivan Stević      | Marek Čanecký  |
| 2012 | Kristjan Fajt  | Hannes Kapeller  | Martin Weiss   |

### Tour de Voivodina II
| Any  | Vencedor           | Segon             | Tercer                 |
| ---- | ------------------ | ----------------- | ---------------------- |
| 2008 | Gregor Gazvoda     | Vid Ogris         | Georgi Georgiev Petrov |
| 2009 | Ivailo Gabrovski   | Kristijan Đurasek | Vladimir Koev          |
| 2011 | Žolt Der           | Jovan Zekavica    | Aljaž Hočevar          |
| 2012 | Clemens Fankhauser | Kristjan Fajt     | Martin Weiss           |